# Kohn Pedersen Fox

Logo von KPF

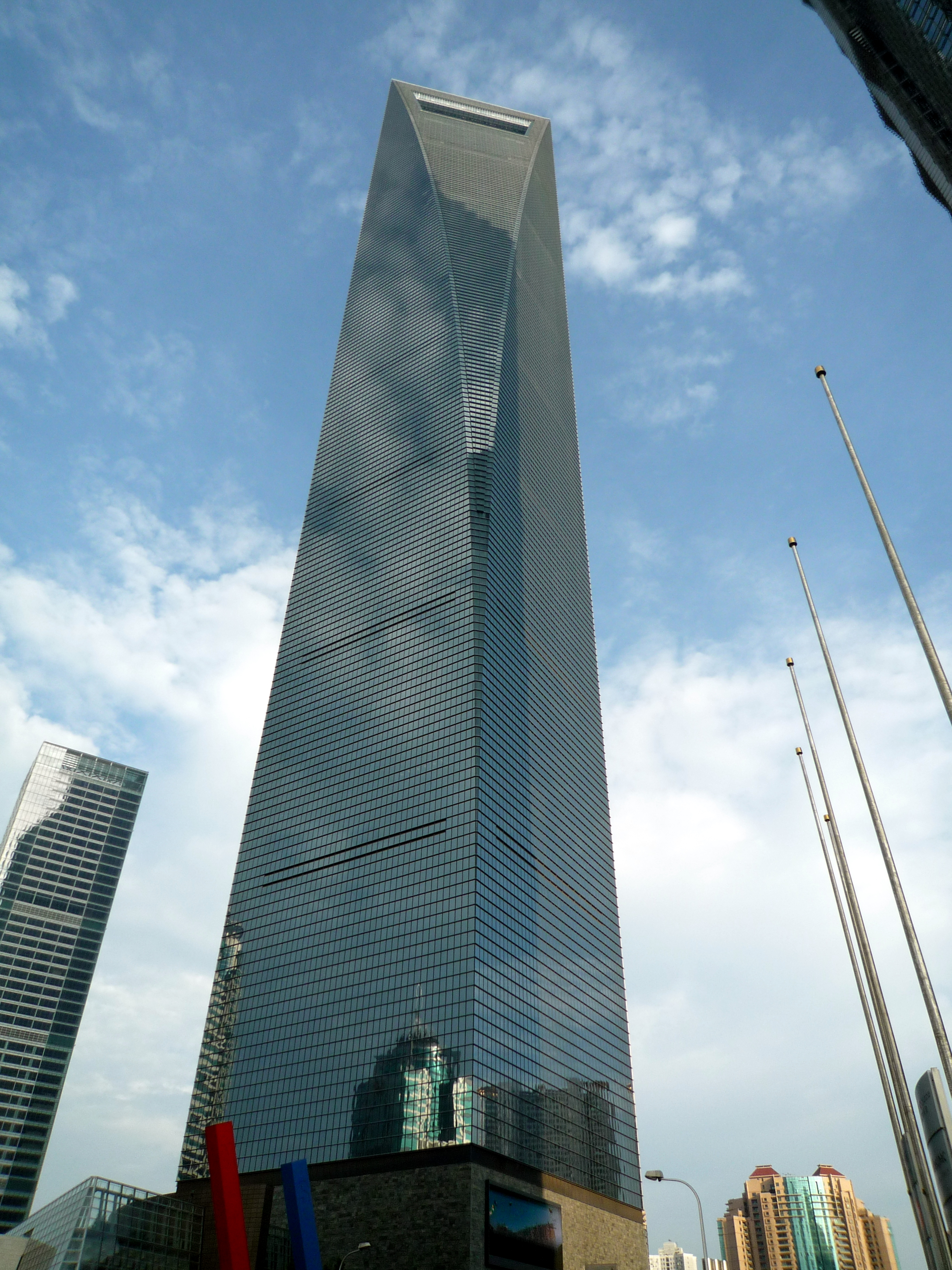
Das 101 Stockwerke umfassende Shanghai World Financial Center in Shanghai, 2008 fertiggestellt

Kohn Pedersen Fox, abgekürzt KPF, ist ein großes amerikanisches Architekturbüro, das weltweit tätig ist.
Im Jahr 1976 wurde Kohn Pedersen Fox Associates von dem Architekten Sheldon Fox (1930–2006) und A. Eugene Kohn (1930–2023) in New York City gegründet. Seit den 1990er Jahren gehört das Büro neben Skidmore, Owings and Merrill zu den weltweit führenden Architekturbüros im Hochhausbau. Zu den bekanntesten Entwürfen zählt das 101-stöckige Shanghai World Financial Center.
Neben New York besitzt Kohn Pedersen Fox auch Büros in London, Abu Dhabi, Hongkong und Seoul. KPF beschäftigt insgesamt über 400 Personen.

## Bauwerke (Auswahl)
- 1670 Broadway, Denver, Colorado (1980), Bürogebäude
- Hercules Inc.  Headquarters, Wilmington, Delaware (1982), Bürogebäude
- 333 Wacker Drive, Chicago, Illinois (1979–1983), Bürogebäude
- One Tabor Center, Denver, Colorado, (1984), Bürogebäude (zusammen mit: RNL Design)
- Procter & Gamble Headquarters, Plaza Tower I + II, Cincinnati, Ohio (1985)
- 1000 Wilshire Boulevard, Los Angeles, Kalifornien (1984–1987)
- Dominion Tower, Pittsburgh, Pennsylvania (1984–1987), Bürogebäude
- Washington Mutual Tower, Seattle, Washington (1986–1988), Bürogebäude
- Shearson Lehman Plaza, Manhattan, New York (1988), Bürogebäude
- 225 West Wacker, Chicago, Illinois (1989), Bürogebäude (zusammen mit: Perkins & Will)
- 900 North Michigan Building, Chicago, Illinois (1987–1989) Hotel, Kaufhaus, Büroräume (zusammen mit: Perkins & Will)
- ABC Headquarters Building, Lincoln Square, Manhattan, New York City (1989)
- 125 Summer Street, Boston, Massachusetts (1989)
- 311 South Wacker Drive, Chicago, Illinois (1988–1990), Bürogebäude
- 712 Fifth Avenue, Manhattan, New York (1988–1990) (zusammen mit: Schuman, Lichtenstein, Claman & Efron)
- Interstate Tower, Charlotte, North Carolina (1990), Bürogebäude (zusammen mit: Odell & Associates)
- Mellon Bank Center (Nine Penn Center), Philadelphia, Pennsylvania (1990) Bürogebäude
- Chifley Tower, Sydney, New South Wales, Australien (1992) (zusammen mit: Travis Partners Pty. Ltd.)
- Chicago Title Trust Tower, Chicago, USA (1992)
- 1250 René-Lévesque, Montreal, Québec, Kanada (1992), Bürogebäude
- Westendstraße 1, Frankfurt am Main, Deutschland (1993) (zusammen mit: Nägele, Hofmann & Tiedemann)
- Foley Square Federal Courthouse, Manhattan, New York (1994) Gerichtsgebäude
- Millennium Tower, Manhattan, New York City (1994) Luxusappartements
- First Hawaiian Center, Honolulu, Hawaii (1996), Bürogebäude
- World Bank Headquarters, Washington, D.C. (1997) (zusammen mit: Nägele Hofmann Tiedemann und Partner GbR, Kress Cox Associates)
- Seocho Fashion Center Tower, Seoul, Südkorea (1997), Bürogebäude
- Kastor und Pollux, Frankfurt am Main, Deutschland (1997), Bürogebäude Forum Frankfurt (zusammen mit: Nägele, Hofmann & Tiedemann)
- Thames Court, London, Großbritannien (1998), Bürogebäude
- Warsaw Financial Center, Warschau, Polen (1999), Bürogebäude
- JR Central Hotel Tower (Nagoya Marriott Associa Hotel), Nagoya, Aichi, Japan (2000), Hotel / Resort
- JR Central Office Tower, Nagoya, Aichi, Japan (2000), Bürogebäude
- Singapore Exchange Centre / SGX Centre One / SGX Centre Two (2000/2001), Bürogebäude (zusammen mit: Architects 61 Pte Ltd.)
- Dongbu Finance Building, Seoul, Südkorea (2001), Bürogebäude
- Gannett & USA Today Headquarters Towers, Tysons Corner, Virginia (2001), Bürogebäude
- Plaza 66, Shanghai, China (2001), Bürogebäude
- 5 Times Square, Manhattan, New York (2002), Bürogebäude
- 191 North Wacker, Chicago, Illinois (2002), Bürogebäude
- Danube House, Prag, Tschechische Republik (2003), Bürogebäude
- Newport Office Center VII, Jersey City, New Jersey (2003) (zusammen mit: Poskanzer/Skott Architects)
- Hoftoren, Den Haag, Niederlande (2003), Bürogebäude
- Roppongi Hills Mori Tower, Tokio, Japan (2003) (zusammen mit: The Jerde Partnership, Mori Building Architects and Engineers Co., Irie Miyake Architect & Engineering)
- WTC H Toren, Amsterdam, Niederlande (2004), Bürogebäude
- Espirito Santo Plaza, Miami, Florida (2000–2004), Bürogebäude
- Tour CBX, Paris-La-Défense, Paris (2005) (zusammen mit: Saubot-Rouit et Associés)
- China Central Place, Tower 1 + 2 + 3, Peking, China (2006)
- Zhongguancun Financial Center, Peking, China (2006), Bürogebäude
- Shanghai World Financial Center, Shanghai, China (Baubeginn 1997 – Fertigstellung 2008), Bürogebäude (zusammen mit: Mori Building Architects & Engineers)
- Ventura Corporate Towers, Rio de Janeiro, Brasilien (zusammen mit: Aflalo & Gasperini Arquitetos) (2008)
- Victory Residential Tower, Dallas, Texas (2009)
- 1775 Tysons Boulevard, Tysons Corner, Virginia 18 Etagen (2009)
- Le Mirage, Utrecht, Niederlande (zusammen mit: OPL Architecten) (2009)
- Mandarin Oriental, Las Vegas, Nevada (2009)
- International Commerce Centre, Hongkong (2010)
- Northeast Asia Trade Tower, Incheon (New Songdo City) (Südkorea) (zusammen mit: Heerim Architects & Engineers) (2010)
- Ping An International Finance Center, Shenzhen, China (2017)
- Lotte World Premium Tower, Seoul, Südkorea (2017)
- China Resources Headquarters, Shenzhen (2018)
- Zhongguo Zun, Peking, China (2018)
- Chow Tai Fook Center, Guangzhou, China (2018)
- Suzhou Supertower, Suzhou, China (2019)
- Citymark Centre, Shenzhen, China (2022)
- Il Primo Tower, Dubai, Vereinigte Arabische Emirate (2023), Wohngebäude

### Bauprojekte und Planungen

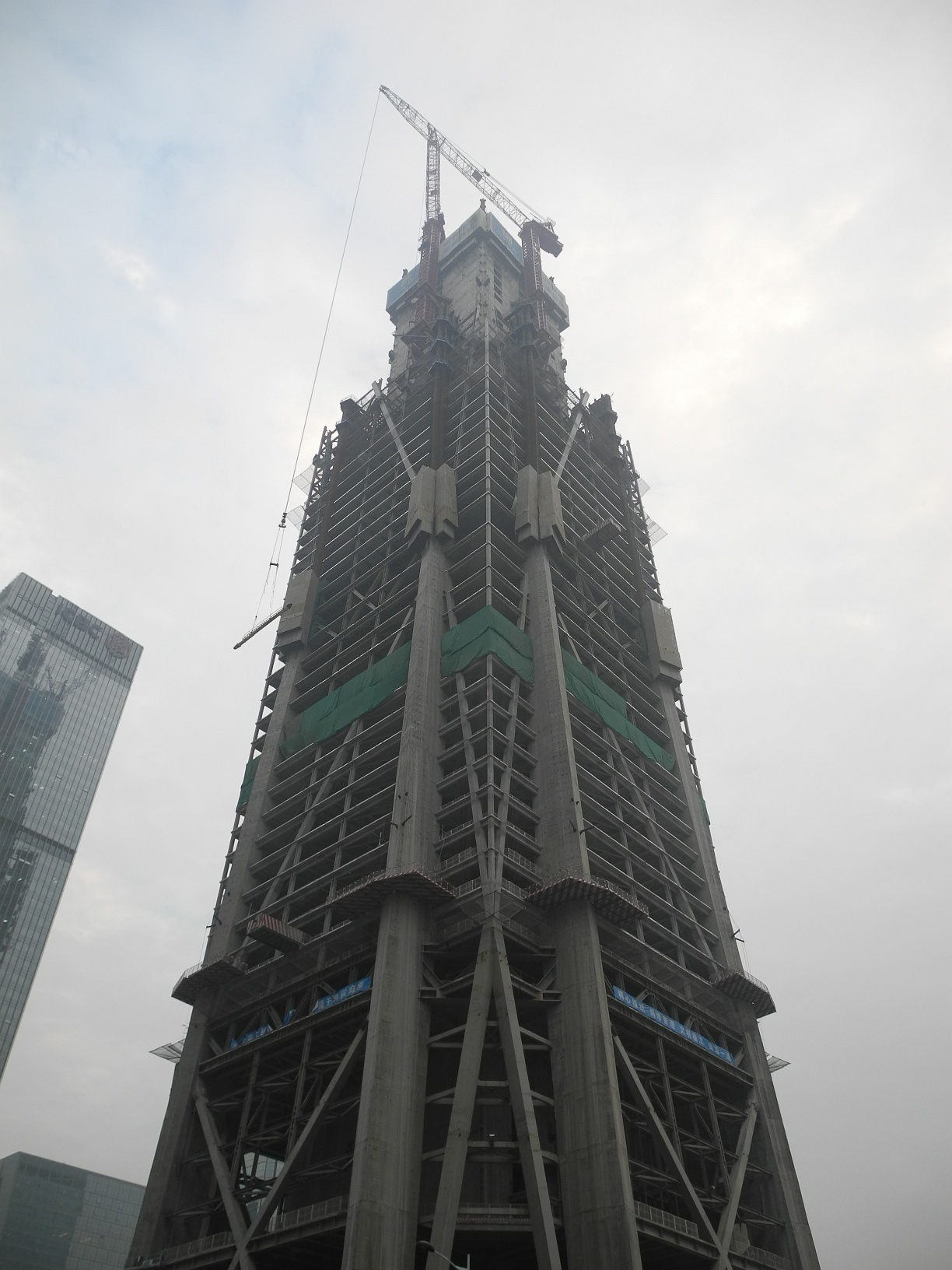
Baustelle des Ping An International Finance Centers im Dezember 2013

- Oberoi Oasis Residential Tower, Mumbai, Indien (im Bau 2011–2015)
- Forum 66, Shenyang, China (seit 2008 im Bau, derzeit Baustopp)
- American Commerce Center, Philadelphia (aus wirtschaftlichen Gründen verworfenes Großbauprojekt)
- Suyong Bay Tower, Busan (Südkorea) (verworfen[2])
- Hudson Yards, New York, USA (teilweise im Bau)
- Parkhaven Tower, Rotterdam, Niederlande (Projekt 2009)
- The Pinnacle, London, Großbritannien (Baustopp)
- 5 World Trade Center, New York, USA (Projekt)
- Sky Mile Tower, Tokio, Japan (Projekt 2045)
- Gateway, Düsseldorf (Projekt)